# Velika loža Grčije
Velika loža Grčije je prostozidarska velika loža v Grčiji, ki je bila ustanovljena leta 1811.
Združuje 79 lož, ki imajo skupaj 8.000 članov.